# Votations fédérales de 2009 en Suisse
Huit votations fédérales ont été organisées en 2009 en Suisse.

## Mois de février
Le 8 février 2009, un objet est soumis à la votation : il s'agit d'un référendum.
1. Un référendum portant approbation de la reconduction de l’accord entre la Suisse et la Communauté européenne et ses États membres sur la libre circulation des personnes, ainsi qu’approbation et mise en œuvre du protocole visant à étendre l’accord sur la libre circulation à la Bulgarie et à la Roumanie[1].

### Résultats
| libre circulation             | 1 517 132 | 59,61 | 1 027 899 | 40,39 | 27 009 | 2 772 040 | 4 999 618 | 51,44 | Acceptée |
| Source: Gouvernement Suisse 1 |           |       |           |       |        |           |           |       |          |

## Mois de mai
Le 17 mai 2009, deux objets sont soumis à la votation : il s'agit de deux référendums.
1. Un référendum sur un article constitutionnel « Pour la prise en compte des médecines complémentaires » - (Contre-projet à l’initiative populaire « Oui aux médecines complémentaires », qui a été retirée)
  - Le Parlement a élaboré, sous la forme d’un article constitutionnel, un contre-projet à l’initiative populaire « Oui aux médecines complémentaires ». Cet article constitutionnel prescrit que la Confédération et les cantons pourvoient, dans les limites de leurs compétences respectives, à la prise en compte des médecines complémentaires. L’initiative ayant été retirée, le peuple et les cantons sont appelés à voter sur le contre-projet[2].
2. Un référendum portant sur l'introduction de données bio métriques enregistrées électroniquement dans le passeport suisse et dans les documents de voyage des personnes étrangères
  - Le Conseil fédéral et le Parlement ont décidé d’introduire définitivement le passeport électronique en Suisse. Les normes contraignantes pour les États de la zone Schengen sont ainsi aussi appliquées au passeport suisse. Un référendum a été lancé contre l’arrêté fédéral[2].

### Résultats
| Question                         | Pour      | Pour  | Contre  | Contre | Invalide/ blanc | Total     | Inscrits  | Partici- pation | Cantons pour | Cantons pour | Cantons contre | Cantons contre | Résultat |
| Question                         | Votes     | %     | Votes   | %      | Invalide/ blanc | Total     | Inscrits  | Partici- pation | Entiers      | Demi         | Entiers        | Demi           | Résultat |
| -------------------------------- | --------- | ----- | ------- | ------ | --------------- | --------- | --------- | --------------- | ------------ | ------------ | -------------- | -------------- | -------- |
| Médecines complémentaires        | 953 173   | 50.15 | 947 493 | 49.85  | 42,191          | 1,942,857 | 5,010,873 | 38.77           | 20           | 6            | 0              | 0              | Acceptée |
| passeport électronique           | 1 283 894 | 67.03 | 631 560 | 32.97  | 28,805          | 1,944,259 | 5,010,873 | 38.80           | 20           | 6            | 0              | 0              | Acceptée |
| Source: Gouvernement Suisse 1, 2 |           |       |         |        |                 |           |           |                 |              |              |                |                |          |

## Mois de septembre
Le 27 septembre 2009, deux objets sont soumis à la votation : il s'agit de deux référendums.
1. Un référendum portant sur le financement additionnel de l’Assurance-invalidité par un relèvement temporaire des taux de la TVA
  - Le projet prévoit un relèvement des taux de la TVA, de 2011 à 2017, en faveur de l’Assurance-invalidité. Étape fondamentale d’un plan d’assainissement, il permettra de stopper le déficit et la forte croissance de l’endettement de l’AI, mais aussi de libérer définitivement l’Assurance-vieillesse et survivants (AVS) du paiement des découverts de l’AI. Le financement additionnel est soumis au vote du peuple et des cantons, car il entraîne une modification de la Constitution[3].
2. Un référendum portant sur la suppression de l’initiative populaire générale.
  - L’initiative populaire générale a été inscrite dans la Constitution fédérale en 2003. Constatant qu’elle n’est pas applicable dans les faits, le Conseil fédéral et le Parlement propose de supprimer les dispositions constitutionnelles qui instituent cet instrument[3].

### Résultats
| Question                         | Pour      | Pour  | Contre  | Contre | Invalide/ blanc | Total     | Inscrits  | Partici- pation | Cantons pour | Cantons pour | Cantons contre | Cantons contre | Résultat |
| Question                         | Votes     | %     | Votes   | %      | Invalide/ blanc | Total     | Inscrits  | Partici- pation | Entiers      | Demi         | Entiers        | Demi           | Résultat |
| -------------------------------- | --------- | ----- | ------- | ------ | --------------- | --------- | --------- | --------------- | ------------ | ------------ | -------------- | -------------- | -------- |
| Financement de l'AI              | 1,112,818 | 54.56 | 926,730 | 45.44  | 23,580          | 2,063,128 | 5,030,915 | 41.01           | 11           | 2            | 9              | 4              | Acceptée |
| Suppression de l'IPG             | 1,307,237 | 67.88 | 618,664 | 32.12  | 108,192         | 2,034,093 | 5,030,915 | 40.43           | 20           | 6            | 0              | 0              | Acceptée |
| Source: Gouvernement Suisse 1, 2 |           |       |         |        |                 |           |           |                 |              |              |                |                |          |

## Mois de novembre
Le 29 novembre 2009, trois objets sont soumis à la votation : deux initiatives populaires et un référendum.
1. L’Initiative populaire « Contre la construction de minarets »
  - Cette initiative vise à ajouter un alinéa 3 à l'article 72 de la Constitution fédérale indiquant que « la construction de minarets est interdite » 7.
2. L'Initiative populaire « pour l'interdiction d'exporter du matériel de guerre »
  - L'initiative propose de modifier la Constitution fédérale en y ajoutant un article 107 qui interdit totalement l'exportation, le transit, le courtage et le commerce de matériel de guerre et de biens militaires spéciaux, à l'exception des appareils servant au déminage ainsi que les armes de sport.
3. Un référendum portant un financement spécial en faveur du trafic aérien
  - Le produit de l’impôt sur les carburants utilisés dans l’aviation profite d’une part à la caisse générale de la Confédération et d’autre part au trafic routier. Le Conseil fédéral et le Parlement proposent de modifier l’article 86 de la Constitution de sorte que ces recettes puissent désormais revenir à la caisse générale de la Confédération et à l’aviation[4].

### Résultats
| Question                            | Pour      | Pour  | Contre    | Contre | Invalide/ blanc | Total     | Inscrits  | Partici- pation | Cantons pour | Cantons pour | Cantons contre | Cantons contre |
| Question                            | Votes     | %     | Votes     | %      | Invalide/ blanc | Total     | Inscrits  | Partici- pation | Entiers      | Demi         | Entiers        | Demi           |
| ----------------------------------- | --------- | ----- | --------- | ------ | --------------- | --------- | --------- | --------------- | ------------ | ------------ | -------------- | -------------- |
| Interdiction des minarets           | 1,535,010 | 57,50 | 1,134,440 | 42.50  | 39,837          | 2,709,287 | 5,039,676 | 53.76           | 17           | 5            | 3              | 1              |
| Non-exportation d'armes             | 837,156   | 31.77 | 1,798,132 | 68,23  | 55,200          | 2,690,488 | 5,039,676 | 53.39           | 0            | 0            | 20             | 6              |
| Financement du trafic aérien        | 1,609,682 | 64,99 | 867,113   | 35.01  | 175,410         | 2,652,205 | 5,039,676 | 52,63           | 20           | 6            | 0              | 0              |
| Source: Gouvernement Suisse 1, 2, 3 |           |       |           |        |                 |           |           |                 |              |              |                |                |